# Région Papouasie
Pour les articles homonymes, voir Papouasie.
La région Papouasie est une division administrative de la Papouasie-Nouvelle-Guinée. Elle se compose des territoires méridionaux de la Nouvelle-Guinée et de quelques îles de la région Milne Bay, la capitale du pays (Port Moresby) appartient à cette région :
- Province centrale
- Golfe
- Milne Bay
- Province nord
- Province ouest
- District de la Capitale nationale